# Ricardo Dolz y Arango
Ricardo Dolz y Arango (Pinar del Río (Cuba), 3 de gener, 1861 - L'Havana, 5 de juliol, 1937), fou un polític i jurista cubà.
Va estudiar el batxillerat a l'Institut de l'Havana, graduant-se de Llicenciat en dret civil i canònic a la Universitat Nacional. Afiliat al partit autonomista, va emigrar el 1898 als Estats Units, on es va declarar independentista, sent secretari del Comitè revolucionari cubà de Nova York, que presidia José de Varona. Establerta la República retornà a l'Illa, afiliant-se al partit conservador, la jefatura del qual desenvolupà molts anys, sent senador electe pel seu poble nadiu, Pinar del Río i Camagüey i que des de la fundació de l'Alta Cambra, o fou durant molts anys. L'any 1929, i amb motiu de no estar conforme amb les reformes constitucionals que acordà l'Assemblea Constituent, presentà la renuncia de senador, que no li va ser admesa.
Va ser catedràtic titular de Dret processal de la Universitat de l'Havana i degà de la Facultat de Dret, havent publicat les obres següents:
- Prescripción de las acciones civiles;
- El Código civil y el Notariado;
- La seguridad social y la libertad individual;
- Los abintestalos y el juicio ejecutivo;
- Proclama de Derecho procesal.

Excel·lent orador parlamentari i notable jurista, es autor de nombroses lleis polítiques, estan considerat com una de les figures de més gran relleu de la República.
Era germà del també jurista i periodista Eduardo Dolz y Arango (1856-1923).